# Hema Malini
Hema Malini, née le 16 octobre 1948 à Ammankudi dans l'État du Tamil Nadu en Inde, est une actrice indienne ainsi qu'une danseuse de bharata natyam qui a joué dans de nombreux films à succès du cinéma de Bollywood dans les années 1970, dont le plus célèbre est Sholay.

## Biographie
Hema Malini est une artiste de Bharatnatyam, une danse classique de l'Inde. Ses deux filles ont appris à danser l'odissi et toutes les trois ont dansé ensemble dans  plusieurs concerts pour des œuvres de bienfaisance.
Elle a reçu des demandes en mariage des plus grandes stars de Bollywood, comme Sanjeev Kumar et Jeetendra, mais elle a finalement épousé Dharmendra, qui avait déjà deux fils, Sunny Deol et Bobby Deol. Ils ont eu deux filles Esha Deol et Ahana Deol.
Sa langue maternelle est le tamoul. En 2005, dans l'émission  Koffee with Karan, elle a dit qu'elle  a dû embaucher un professeur privé pour aider sa fille Esha Deol à apprendre le Pendjabi pour un film. Apparemment Dharmendra, le père d'Esha, dont la langue maternelle est Pendjabi, s'entretient avec Hema et ses filles seulement en hindi et en anglais.
Hema Malini et son mari se sont engagés en politique, comme membres du Bharatiya Janata Party (BJP). Elle a été élue à la Rajya Sabha, la Chambre haute du Parlement de l'Inde, avec l'appui du BJP. En février 2004, elle a rejoint le parti officiellement. Elle a été un membre actif du parti, suivant des réunions et des rassemblements et faisant campagne pour le parti lors de diverses élections. Et depuis 2014, elle est membre de la chambre basse, le Lok Sabha.
Elle a dit dans des interviews qu'elle ne porterait jamais de tenues indécentes dans ses films, et a pour l'instant tenu parole. On dit que sa mère avait été si vexée quand un jour, en début de carrière, elle avait voulu jouer une scène en maillot de bain qu'elle a promis de ne plus le faire.

## Carrière
Hema Malini grandit à Chennai. Elle tente de se faire engager comme actrice en 1964, mais est refusée. Le réalisateur tamoul Sridhar lui déclare qu'elle n'a pas d'avenir dans cette voie. Elle persévère et finit par trouver sa place à Bollywood. Elle débute en 1968 avec  Sapnon ka Saudagar (The Dreamseller), interprétant une jeune adolescente face à la superstar vieillissante Raj Kapoor. Puis avec Dev Anand dans Johnny Mera Naam en 1970, Hema devient une actrice de premier ordre. Enfin son rôle dans Seeta Aur Geeta en 1972, aux côtés de Dharmendra lui vaut la reconnaissance de ses pairs, avec un Best actress Filmfare award, une distinction qui récompense chaque année les meilleurs talents du cinéma hindi. Elle est la meilleure actrice de l'année et entre au panthéon des actrices de Bollywood, devenant l'une des divas de cette industrie cinématographique. Ses fans la surnomment The Dream Girl of Bollywood, allusion à son premier rôle.
Elle apparaît ensuite dans de nombreux films, avec une touche personnelle inoubliable, faite de charme, de sensualité, et de maîtrise de la danse classique. Elle forme un couple à la ville comme à l'écran avec Dharmendra et le duo interprète de nombreux succès du grand écran. Elle brille aussi bien dans des séquences de forte intensité dramatique que dans les moments comiques, dans des films comme Trishul, Joshila, Lal Patthar, Seeta Aur Geeta, Sholay, Meera et Satte Pe Satta. Elle porte des pantalons et des chemises dans des films comme Trishul et Joshila, ce qui est inhabituel pour une femme à cette époque en Inde.
Après plusieurs années d'absence, elle fait un retour à l'écran remarqué. Elle partage ainsi la tête d'affiche avec Amitabh Bachchan dans Baghban, un succès. Puis elle interprète un petit rôle, encore face à Bachchan, dans Veer-Zaara, le blockbuster de 2004. Dans ces deux titres, elle interprète une belle femme mariée entre deux âges, qui contraste avec les rôles d'ingénues de sa jeunesse.
Elle s'essaie à la réalisation en dirigeant en 1992 Dil Aashna Hai, avec une distribution de stars dont Shahrukh Khan et Divya Bharti.
Elle a aussi dirigé et tenu le premier rôle dans la série télévisée Noopur, où elle joue une danseuse de Bharata natyam partie en Amérique.

## Filmographie
- 1965 : Pandava Vanavasam
- 1968 : Sapno Ka Saudagar
- 1970 : Abhinetri (en)
- 1970 : Johny Mera Naam
- 1971 : Tere Mere Sapne
- 1971 : Andaz
- 1972 : Seeta Aur Geeta
- 1972 : Raja Jani
- 1972 : Gora Aur Kala
- 1973 : Jugnu
- 1974 : Dost
- 1975 : Sholay
- 1975 : Sanyasi
- 1975 : Khushboo
- 1978 : Trishul
- 1980 : Alibaba Aur 40 Chor (अलीबाबा और चलीस चोर - Приключения Али-Бабы и сорока разбойников) de Umesh Mehra et Latif Faiziyev
- 1980 : Do Aur Do Paanch
- 1980 : The Burning Train
- 1981 : Naseeb
- 1981 : Kranti
- 1982 : Satte Pe Satta
- 1982 : Desh Premee
- 1983 : Andhaa Kaanoon
- 1983 : Nastik
- 1988 : Vijay (en)
- 2000 : Hey Ram
- 2003 : Baghban
- 2004 : Veer-Zaara (Apparition spéciale)
- 2006 : Baabul
- 2007 : Laaga Chunari Mein Daag (Apparition spéciale)

## Récompenses
- Lauréate Filmfare Awards : 
  - 1973 : Filmfare la Meilleure Actrice pour Seeta Aur Geeta
  - 1999 : Prix pour l'ensemble des réalisations de Filmfare

- Nominations : 
  - 1974 : Filmfare Meilleure Actrice pour Amir Garib
  - 1974 : Filmfare Meilleure Actrice pour Prem Nagar
  - 1975 : Filmfare Meilleure Actrice pour Khushboo
  - 1976 : Filmfare Meilleure Actrice pour Sanyasi
  - 1977 : Filmfare Meilleure Actrice pour Mehbooba
  - 1979 : Filmfare Meilleure Actrice pour Kinara
  - 1981 : Filmfare Meilleure Actrice pour Meera
  - 1990 : Filmfare Meilleure Actrice pour Naseeb
  - 1990 : Filmfare Meilleure Actrice pour Rihaee
  - 2003 : Filmfare lMeilleure Actrice pour Baghban

- Autres récompenses 
  - 1998 : Invitée d'Honneur aux 18e Récompenses d'Express de Cinéma Ujala
  - 2003 : Zee Cine Awards pour Ensemble des réalisations
  - 2003 : Récompense Star Screen Awards Jodi No 1, Baghban (avec Amitabh Bachchan)
  - 2003 : Prix pour l'ensemble des réalisations aux Récompenses de Film Bollywood.
  - 2004 : Bollywood Récompense de Film - l'Actrice la plus sensationnelle pour Baghban.
  - 2004 : Sport du Monde "Jodi de l'Année" avec Amitabh Bachchan pour Baghban
  - 2004 : Icône de l'année

- Honneurs 
  - 2000 - Padma Shri, la quatrième récompense civile la plus haute de l'Inde du Gouvernement d'Inde.
  - 2004 - "Récompense de Légende Vivante" par la Fédération de Chambre de commerce et d'industrie indienne (FICCI) en reconnaissance de sa contribution à l'industrie du spectacle indien.
  - 2007 - Bangkok 2007 le Festival du cinéma International a examiné plusieurs films mettant en vedette Hema Malini dans un programme d'hommage spécial.
  - 2008 - Honorée pour sa contribution à la danse classique.